# Magdalenian
Magdalenian (sau "Magdalenian") (18-17.000 - 11-10.000 de ani în urmă, spre sfârșitul ultimei ere glaciare) este ultima cultură a paleoliticului superior european.
Numele a fost derivat de la site-ul Abri de la Madeleine, aproape de Tursac, Dordogne, Franța, excavat încă din 1863 de către Gabriel de Mortillet.
Epoca Magdaleniană se caracterizează prin producerea de lame și miniaturizarea uneltelor de piatră (microliți). Începe prelucrarea de fildeș și os, cu decor rafinat și coliere sunt realizate cu dinți de carnivore. Inovațiile Magdaleniene constau în principal în prelucrarea osoaselor (din cioc de papagal făceau flaut cioc), piroane,  spatule, cârlige, ace și bastoane.
Acestei perioade îi aparține perioada de glorie a picturii rupestre, ale cărei varietate și calitate sunt martore picturile murale celebre din peșterile de la Altamira, Font-de-Gaume, Lascaux și Niaux.
Cultura Magdaleniană este divizată, nu în unanimitate, în "vechi Magdalenian" (I-III) " Magdalenian recent " (IV-VI) " Magdalenian terminal".